# Cerodontha xanthocera
Cerodontha xanthocera este o specie de muște din genul Cerodontha, familia Agromyzidae, descrisă de Friedrich Georg Hendel în anul 1920. Conform Catalogue of Life specia Cerodontha xanthocera nu are subspecii cunoscute.